# Moktar Ould Daddah
Moktar Ould Daddah (Boutilimit, 25 de diciembre de 1924-París, Francia, 14 de octubre de 2003), político de Mauritania, presidente de su país entre 1960 y 1978. Asumió el poder tras la independencia  convirtiéndose en el primer presidente civil de Mauritania. Fue derrocado por un golpe de Estado el 10 de julio de 1978.

## Biografía
Daddah nació en una importante familia de la tribu Ouled Birri en Boutlimit. Estudió Derecho en París, donde se graduó, convirtiéndose en el primer mauritano en obtener un grado universitario. Al retornar a Mauritania, a fines de los años cincuenta, Daddah se unió al partido de centro-izquierda Unión Progresista Mauritana, y fue elegido Presidente del Consejo Ejecutivo. En 1959 fundó un nuevo partido político, el Partido de Reagrupamiento de Mauritania. En las últimas elecciones legislativas previas a la independencia, celebradas más tarde ese año, su partido ganó todos los escaños en la Asamblea Nacional, y fue designado primer ministro.
Destacó por su habilidad para lograr consensos entre los partidos políticos, así como entre los árabes blancos, los árabes negros y los negros africanos, los tres mayores grupos étnicos de Mauritania. La representación balanceada de los distintos grupos étnicos y políticos en su gobierno le hizo ganar la confianza de las autoridades francesas, que reconocieron la independencia mauritana, bajo el liderazgo de Daddah, en 1960. Este fue nombrado Presidente interino de la nueva república, y confirmado en el cargo en las primeras elecciones tras la independencia, celebradas en agosto de 1961.

## Presidente de Mauritania
Como Presidente, Daddah llevó a cabo políticas marcadamente diferentes a las que había adoptado con anterioridad a la independencia. En septiembre de 1961, formó un "gobierno de unidad nacional" con el principal partido de oposición, y en diciembre de ese mismo año, unió a los cuatro partidos más importantes para crear el Partido del Pueblo Mauritano (PPM), que se transformó en el único partido legal. Formalizó el régimen de partido único en 1964, con una nueva Constitución que estableció un régimen presidencial autoritario. Daddah justificó esta decisión en que Mauritania no estaba preparada para una democracia multipartidista al estilo occidental. Bajo esta Constitución unipartidista, Daddah fue reelecto en elecciones sin oposición en 1966, 1971 y 1976. 
En 1971, Daddah asumió el cargo de Presidente de la Organización de la Unidad Africana (OUA). En el aspecto interno, sin embargo, sus políticas fallaban. La economía estaba estancada y permanecía estrechamente dependiente de la ayuda de Francia. Además, la sequía en el Sahel, sobre todo entre 1969 y 1974, y la baja de los ingresos por exportaciones debida a la caída de los precios internacionales del hierro, hizo descender considerablemente el nivel de vida. En 1975, presentó una Carta que llamaba a Mauritania a convertirse en "una democracia islámica, nacionalista, centralista y socialista". Esta Carta fue inicialmente popular, y la oposición, en general, la acogió con agrado. 

## Guerra en el Sahara Occidental
Lo que puso fin al régimen de Ould Daddah fue el gran descontento con la guerra en el Sáhara Occidental contra el Frente Polisario, un movimiento nacionalista que combatía contra el intento de Marruecos y Mauritania de anexarse conjuntamente el territorio, conflicto que comenzó en 1975. Ould Daddah había reclamado el territorio desde antes de la independencia, pero la idea no fue bien acogida entre la población. Los árabes mauritanos estaban estrechamente relacionados con los saharahuis, y prácticamente todas las tribus del Norte tenían miembros en ambos lados de la frontera, simpatizando muchos de ellos con las demandas independentistas del Frente Polisario. Además de proporcionar apoyo a las guerrillas en el norte de Mauritania, varios miles de mauritanos dejaron el país para sumarse al Polisario y sus campos de Tinduf. El descontento se extendió luego en el Sur, desde donde las tropas de africanos eran enviadas a combatir en lo que veían esencialmente como un conflicto inter-árabe, y que además podría, si resultara exitoso, afianzar el régimen discriminatorio de Ould Daddah, al implicar la suma de varios miles de nuevos ciudadanos árabes. 
Pero Ould Daddah además intentaba conseguir el territorio para prevenir una caída de éste en manos de Marruecos, aún temeroso de las oficialmente olvidadas demandas territoriales marroquíes sobre Mauritania.
A continuación de los Acuerdos de Madrid con España, Mauritania anexó una porción del territorio en el Sur, rebautizándola como Tiris al-Gharbiyya. Empero, el pequeño y pobremente entrenado ejército mauritano no consiguió detener las incursiones de la guerrilla, a pesar del apoyo de la Fuerza Aérea francesa. El Polisario pasó entonces a atacar las minas de hierro en Zouérate, al punto de que la economía del país comenzó a resentirse, y el respaldo de la población a Daddah se derrumbó. En 1976, la capital, Nuakchot, fue atacada por el Frente Polisario, y Daddah fue obligado a designar a un oficial militar a la cabeza del Ministerio de Defensa.

## Caída y últimos años
El 10 de julio de 1978, el teniente coronel Mustafa Ould Salek derrocó a Daddah, a través de un golpe militar, e instaló una Junta para gobernar el país en su lugar. Sus sucesores renunciaron a las pretensiones de Mauritania sobre el Sahara Occidental, y se retiraron de la guerra al año siguiente.
Tras un período de prisión, Ould Daddah fue autorizado a partir al exilio en Francia en agosto de 1979, donde organizó un grupo de oposición, la Alianza para una Mauritania Democrática (AMD) en 1980. Intentos de derrocar al gobierno desde el extranjero no tuvieron éxito.  
Ould Daddah fue autorizado a retornar a Mauritania el 17 de julio de 2001, pero falleció poco después, tras una larga enfermedad, en París, el 14 de octubre de 2003. Su cuerpo fue trasladado a Mauritania, donde fue sepultado.

## Distinciones honoríficas
Nacionales
- Soberano Gran Maestre (y fundador) de la Orden Nacional del Mérito (02/11/1962).

Extranjeras
- Medalla conmemorativa del 2.500 Aniversario del Imperio de Irán (Imperio de Irán, 14/10/1971).[6]